# Roger Vadim
Roger Vladimir Plémiannikov, anomenat Roger Vadim (París, 26 de gener de 1928 − París, 11 de febrer de 2000) va ser un director de cinema, guionista, actor, novel·lista i poeta francès. Famós faldiller, incorregible seductor, va escriure i dirigir films per posar les seves dones en escena i convertir-les en estrelles de la pantalla. Entre elles:
- Brigitte Bardot (1952-1957) ;
- Annette Stroyberg (1957-1960), amb qui té una filla: Nathalie Plémiannikov ;
- Catherine Deneuve (1961-1963), amb qui té un fill: Christian Igor Plémiannikov, anomenat Christian Vadim ;
- Jane Fonda (1964-1972), amb qui té una filla: Vanessa Plémiannikov ;
- Catherine Schneider (1972-1977), amb qui té un fill: Vania Plémiannikov ;
- Ann Biderman (1980-1986) ;
- Marie-Christine Barrault (1987-2000), fins a la seva mort.

## Biografia[1]
Roger és el fill d'Igor Nicolaevitch Plémiannikov, vicecònsol de França a Egipte, d'una família de noblesa russa que la tradició familiar lliga a Genguis Kan. La seva mare Marie-Antoinette Ardilouze, nascuda el 1904 a Marsella, era d'origen del Llenguadoc pel seu pare i provençal per la seva mare. El pare de Roger, exiliat d'Ucraïna, va ser naturalitzat francès i després designat cònsol de França a Egipte, on Roger Vadim passa la seva infantesa en un univers novel·lesc.
A finals de 1938, té 10 anys quan el seu pare mor a Morzine (Alta-Savoia) a conseqüència del paludisme. El setembre de 1939, la seva mare, li i la seva germana Hélène, s'instal·len de lloguer en una granja del llogarret dels Folliets, municipi dels Gets (Alta Savoia) procedent de Morzine. Als Gets, coneix el seu amic Yves Robert, el futur escenògraf. La família tanmateix, sent recercada per la milícia de Cluses, torna a instal·lar-se a París. El 1940 Roger Vadim se'n va al Var per seguir els seus estudis secundaris. El 1945, al final de la Segona Guerra Mundial, la família s'instal·la en el migdia de França a Mandelieu-La Napoule, després torna a París. Tanmateix, tota la seva vida, va continuar sent fidel als Gets on va rodar alguns exteriors de les seves pel·lícules Les Relacions perilloses , L'Amor boig  i Hellé  i on va viure amb Marie-Christine Barrault. El 1992 hi va comprar una antiga granja al Plan-Ferraz.

### La vida d'artista
El 1947, als 19 anys, abandona la seva escolaritat a l'Institut d'estudis polítics de París (Ciències Po) i prefereix la vida d'artista pintor o d'actor a París. S'inscriu als cursos de comèdia de l'actor Charles Dullin. L'escriptor André Gide li fa conèixer el realitzador Marc Allégret del qual es converteix en ajudant, després el guionista tot sent periodista i periodista-fotògraf a Paris Match fins al 1956. Es fixa en Brigitte Bardot quan tenia 15 anys en coberta de la revista Elle  i demana a Marc Allégret de fer-li fer una prova per a un paper d'actriu. L'enamorament sobtat és immediat i recíproc.

### Brigitte Bardot
El 1950, la parella d'amants (ell té 22 anys, ella 16), es troba per les vacances d'estiu a Cap Myrtes prop de Saint-Tropez. Per tenir la conformitat del Sr. i la Sra. Bardot, han d'esperar els 18 anys de Brigitte Bardot per poder casar-se. El 1952, la jove actriu Brigitte Bardot fa els seus 18 anys i, el 21 de desembre, els dos amants es poden finalment casar, a l'església de Notre-Dame-de-Grâce-de-Passy (16è districte de París).

### Guionista i director de cinema
El 1956, als 28 anys, escriu i realitza la seva primera pel·lícula I Déu creà la dona (Et Dieu… créa la femme) on posa en escena la seva jove esposa Brigitte Bardot que té 22 anys i fa gairebé tot el seu propi paper davant de Jean-Louis Trintignant. Juliette és una jove ingènua totalment despreocupada en la cimera de la seva bellesa. Fa explotar els cors i els costums de tots els homes del poble de pescadors de Saint-Tropez on viu. No pensa més que a divertir-se i als plaers de la vida en una comunitat tradicionalment atribuïda als bons costums i al treball.
La pel·lícula obté un èxit relatiu en França, però triomfa als Estats Units. Brigitte Bardot es converteix en un mite viu, un model social i una sex-symbol internacional. La pel·lícula desencadena cascades de sentiments, tanta passió i idolatria, d'enamorament sobtat col·lectiu, com d'escàndol i de còlera contra la immoralitat, que empeny la parella Bardot-Vadim al divorci (Brigitte s'havia enamorat del seu soci), el desembre de 1957 i fan del petit poble de pescadors de Saint-Tropez un indret de llegenda per l'única presència de Brigitte Bardot que viu a « L'Almadrava (Saint-Tropez» i es bronzeja nua a la seva platja privada.

### Annette Stroyberg
Després d'aquest primer cop mestre mundial, es dedica definitivament a l'escenificació i a la realització i roda Sait-on jamais... amb Françoise Arnoul i els fidels de sempre Robert Hossein i Christian Marquand. El 1958, fa actuar de nou Brigitte Bardot, al costat de Stephen Boyd i Alida Valli, en Les Bijoutiers du clair de lune. El 1959, roda l'adaptació de la novel·la de Choderlos de Laclos escrita per Roger Vailland, Les relacions perilloses amb els consagrats del cinema Gérard Philipe, Jeanne Moreau, la participació amistosa de Boris Vian i Annette Stroyberg. És en el rodatge de la pel·lícula Les Bijoutiers du clair de lune que coneix la bella actriu danesa. Es casa amb ell el 17 de juny 1958; tindran una filla: Nathalie Vadim.
Espera l'èxit amb Annette Stroyberg en Les Relacions perilloses 1960, però no és Brigitte Bardot i la crítica no li perdona aquesta nova desviació dels bons costums. Es divorcien el 1960 després d'haver rodat conjuntament Et mourir de plaisir.

### Catherine Deneuve
El 1961, té 33 anys, coneix Catherine Deneuve, que té 17 anys, en el rodatge de la pel·lícula Les Parisiennes, de Marc Allégret. S'enamoren un de l'altre en una vesprada, i es converteix en la seva companya, amb qui tindrà un fill Christian Vadim, el 18 de juny 1963. Li ofereix el seu primer gran paper sobre el tema del marquès de Sade i del nazisme a Le Vice et la Vertu, el 1963, amb Annie Girardot. La pel·lícula, escrita per Roger Vailland, és rebutjada pel públic i la crítica.

### Jane Fonda
El 1964, als 36 anys, té un nou enamorament sobtat per a la bella actriu estatunidenca Jane Fonda, de 27 anys, sobre el plató de La Ronde. Es casen a Las Vegas i tindran una filla, Vanessa. La fa rodar en La Curée que és un fracàs, i a Barbarella, que és el seu últim èxit en el cinema. El deixa per comprometre's en una associació contra la guerra del Vietnam tornant a viure als Estats Units. Es divorcien el 1972.

### Catherine Schneider
El 1972, als 44 anys, troba l'hereva Catherine Schneider, de l'imperi siderúrgic del mateix nom, amb qui tindrà un fill Vania. Es casen el 1975, però es divorcien dos anys més tard el 1977. Després d'aquest quart divorci, comença una llarga travessia del desert i es dedica a temps complet al teatre i a la televisió.

### Ann Biderman
El 1980, als 52 anys, coneix Ann Biderman, una guionista americana, de 29 anys. Es prometen el 1984, però se separen el 1986.

### Marie-Christine Barrault
El 1990, als 62 anys, després d'haver empentat els tabús sexuals durant anys, troba finalment la serenitat a prop de l'actriu de teatre Marie-Christine Barrault, que coneix al Festival de cinema policíac de Conyac. Són tots dos membres del jurat. Roger Vadim escriu i fa transmetre paraules dolces a Marie-Christine. S'enamoren un de l'altre, i, després d'haver viscut algun temps junts, es casen. Roda per a la televisió Un coup de baguette magique, Mon pare avait raison, Nouvelle tribu i Amour fou.
El 1993, passa a escriure quatre novel·les, entre les quals Le goût du bonheur, on posa en escena, com és costum, les seves dones, amb qui resta en relació estreta, amistosa i de treball tota la seva vida.

### Mort
Greument malalt des de fa mesos, mor l'11 de febrer de 2000 a París a l'hospital, als 72 anys, a conseqüència d'un càncer del tim. Les seves exèquies tenen lloc a l'església de Saint-Germain-des-Prés, en presència de les seves cinc exesposes i de centenars d'admiradors. És incinerat i reposa al cementiri marí del poble de Saint-Tropez a alguns metres de la riba, de cara al golf de Saint-Tropez i de « L'Almadrava (Saint-Tropez)», propietat de Brigitte Bardot.

## Cònjuges
- Brigitte Bardot (esposa, 1952-1957)
- Annette Stroyberg (esposa, 1958-1960 - una filla Nathalie Vadim)
- Catherine Deneuve (companya - un fill Christian Vadim)
- Jane Fonda (esposa, 1965-1972 - una filla Vanessa)
- Catherine Schneider (esposa, 1975-1977 - un fill Vania)
- Marie-Christine Barrault (esposa, 1990, fins a la seva mort, el 2000)

## Filmografia[4]

### Director
| Cinema - 1956: I Déu creà la dona (Et Dieu… créa la femme) - 1957: Sait-on jamais... - 1958: Les Bijoutiers du clair de lune - 1959: Les relacions perilloses (Les Liaisons dangereuses) - 1960: Et mourir de plaisir - 1961: La Bride a el cou - 1962: Les Sept Péchés capitaux, segment L'Orgueil - 1962: Le Repos du guerrier - 1963: Le Vice i la vertu - 1963: Château en Suède - 1964: La Ronde - 1966: La Curée - 1968: Històries extraordinàries, esquetx Metzengerstein - 1968: Barbarella - 1971: Si tu crois fillette (Pretty Maids All in a Row) - 1972: Hellé - 1973: Don Juan 73 ou Si Don Juan était une femme... - 1974: La Jeuna fille assassinée - 1976: Une dona fidèle - 1980: Jeux érotiques de nuit (Night Games) - 1982: The Hot Touch - 1983: Surprise Party | - 1977: Bonheur, impair i passe - 1983: Le Voyageur (The Hitchhiker) (sèrie TV) - 1991: Safari (TV) - 1993: Amour fou (Telefilm) - 1996: La nouvele Tribu (fulletó TV) (amb Claire Nader) - 1996: Mon pare avait raison (TV) - 1997: Un coup de baguette magique (TV) (amb el seu fill Christian Vadim) |

### Guionista o productor
(per altres directors)
- 1950: Maria Chapdelaine de Marc Allégret
- 1953: Le gouffre de la Pierre Saint-Martin de Michel Bernheim (curt documental)
- 1954: L'Amante di Paride de Marc Allégret
- 1956: Cette sacrée gamine de Michel Boisrond
- 1956: En effeuillant la marguerite de Marc Allégret
- 1957: Sois belle i tais-toi de Marc Allégret
- 1962: Et Satan conduit el bal de Grisha Dabat
- 1962: Les Parisiennes de Marc Allégret

### Actor
- 1952: Les Dents longues de Daniel Gélin
- 1959: Le Testament d'Orphée de Jean Cocteau
- 1963: Dragées au poivre de Jacques Baratier
- 1961: Cause toujours, mon lapin de Guy Lefranc
- 1965: Le Reflux de Paul Gégauff
- 1974: La Jeuna fille assassinée d'ell mateix
- 1981: Riches et Célèbres de George Cukor
- 1985: Sèrie noire pour une nuit blanche de John Landis

## Publicacions
- Mémoires du diable, Stock, 1975
- L'Ange affamé, roman, Robert Laffont, 1982
- D'une étoile l'autre, Édition no. 1, 1986
- Le Fou amoureux, roman, Fixot, 1988
- Le Goût du bonheur: Souvenirs 1940-1958, Fixot, 1993

## Premis i nominacions
Nominacions
- 1957: Os d'Or per Sait-on jamais...
- 1966: Lleó d'Or per La curée